# Estação Parque de Santa María

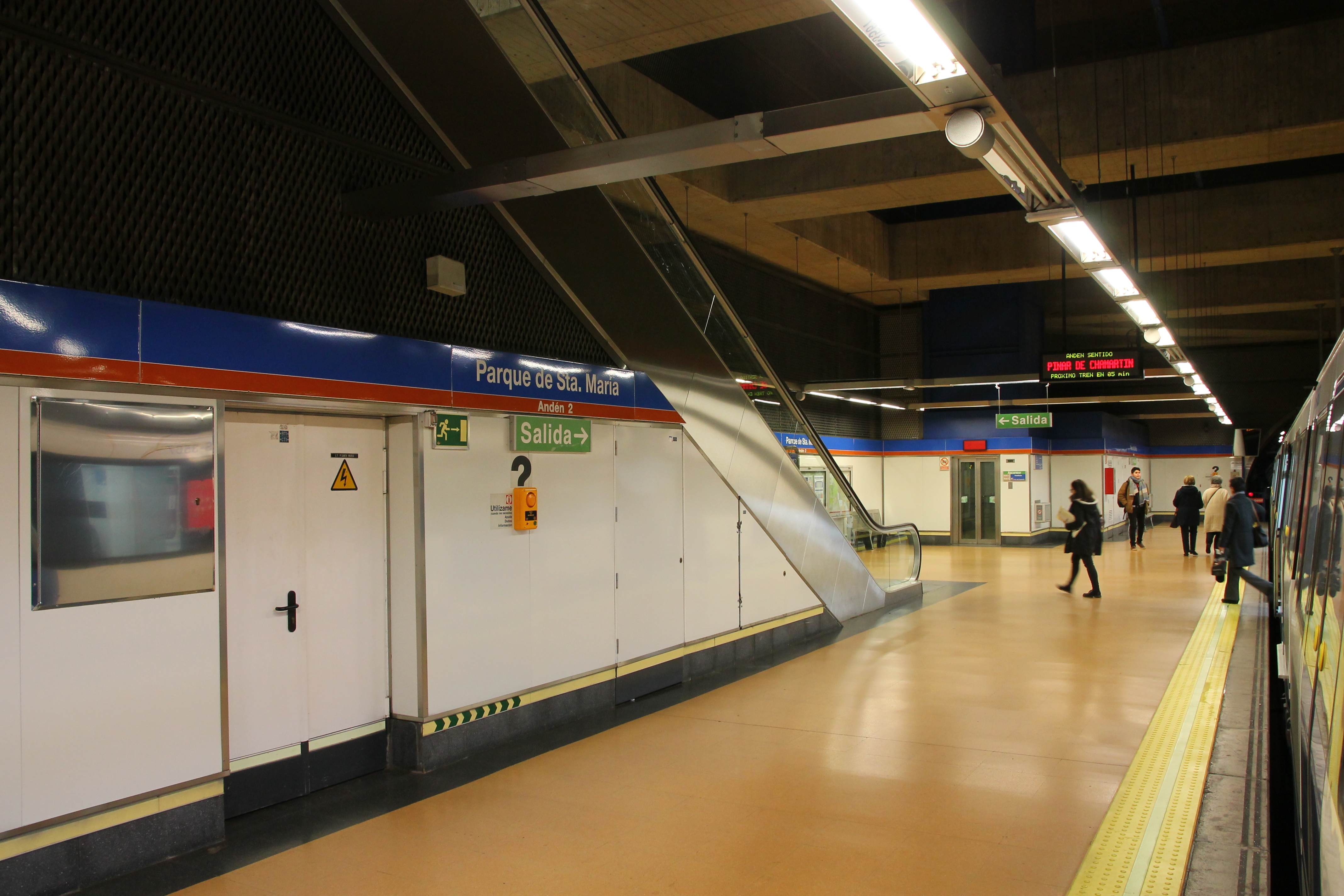
Plataforma de embarque

Parque de Santa María é uma estação da Linha 4 do Metro de Madrid.

## História
A estação abriu ao público em 15 de dezembro de 1998.